# Gerard Kuiper
Gerard Peter Kuiper (született Gerrit Pieter Kuiper) (Tuitjenhorn, Hollandia, 1905. december 7. –  Mexikóváros, Mexikó, 1973. december 24.) holland csillagász. Róla nevezték el a Kuiper-öv nevű formációt a Naprendszerben, valamint számos kettőscsillag visel azonosítóként ún. Kuiper-számot.

## Élete
Kuiper gyermekkora óta érdeklődött a csillagászat iránt. Kivételesen éles látásának köszönhetően 7,5 magnitúdójú csillagokat is képes volt szabad szemmel meglátni, ezek körülbelül négyszer halványabbak, mint amilyet egy átlagos szemlélő észrevehet.

### Képzés
A Leideni egyetemre ment továbbtanulni 1924-ben. PhD-képzését ugyanitt folytatta, és 1933-ban a kettős csillagrendszerekről írt doktori disszertációt.

### Karrier
- 1933-1935 - Lick Obszervatórium, Kalifornia
- 1935-1937 - Harvard College Obszervatórium, Harvard Egyetem, itt ismerkedett meg későbbi feleségével, Sarah Parker Fullerrel.
- 1937-1960 - Yerkes Obszervatórium, Chicagói Egyetem
- 1960-1973 - Lunar and Planetary Laboratory, Arizonai Egyetem

### Munkássága, felfedezései
- Kuiper két holdat is felfedezett, ezek
  - az Uránusz Miranda nevű holdja 1948-ban.
  - a Neptunusz Nereida nevű holdja 1949-ben.
- Ő mutatta ki először szén-dioxid jelenlétét a Mars atmoszférájában.
- Ő mutatta ki metán jelenlétét a Titán légkörében.
- Az 1960-as években segített leszállóhelyet keresni az Apollo-program holdraszálló egységeinek.
- Számos kettőscsillagot fedezett fel, melyek ún. Kuiper számot viselnek azonosítóként.
- Ő vetette fel a Neptunuszon túl található kisbolygóöv létezését, amit ezért Kuiper-öv elnevezéssel illetnek.